# Суклем (Тобольский район)
Суклем (сибирскотат. 
Сөкләм) — деревня в Тобольском районе Тюменской области России. Входит в состав Ермаковского сельского поселения.

## География
Находится примерно в 18 км от Тобольска. Автобусное сообщение. Рядом протекает река Суклёмка.
Суклем, как и вся Тюменская область, находится в часовой зоне МСК+2. Смещение применяемого времени относительно UTC составляет +5:00.

## Население
| 2010 |
| ---- |
| 15   |